# جوان سمالز
جوان رودريغيز سمالز (ولدت في 11 يوليو 1988) هي عارضة أزياء بورتوريكية.

## روابط خارجية
- جوان سمالز على موقع IMDb (الإنجليزية)
- جوان سمالز على موقع قاعدة بيانات الفيلم (الإنجليزية)
- جوان سمالز على موقع دليل عارضات الأزياء (الإنجليزية)